# 고브누
고브누(아일랜드어: Goibniu [ˈɡovʲnʲu])는 아일랜드 신화에 등장하는 투어허 데 다넌의 대장장이이다.

## 같이 보기
- 고반논 밥 돈
- 고블린
- 헤파이스토스